# Паленьга (верхний приток Северной Двины)
Паленьга — река в России, течёт по территории Верхнетоемского района Архангельской области. Устье реки находится в 512 км от устья Северной Двины по правому берегу, между деревнями Сумароково (на севере) и Голубинская (на юге). Длина реки составляет 16 км.

## Данные водного реестра
По данным государственного водного реестра России, относится к Двинско-Печорскому бассейновому округу, водохозяйственный участок реки — Северная Двина от впадения реки Вычегда до впадения реки Вага, речной подбассейн реки — Северная Двина ниже места слияния Вычегды и Малой Северной Двины. Речной бассейн реки — Северная Двина.
Код объекта в государственном водном реестре — 03020300112103000026954.